# Tragic Idol
Tragic Idol – trzynasty album studyjny brytyjskiej grupy metalowej Paradise Lost. Wydawnictwo ukazało się 23 kwietnia 2012 roku nakładem wytwórni muzycznej Century Media Records. Nagrania zostały zarejestrowane w Fascination Street Studios w Örebro w Szwecji oraz Chapel Dtudios w Lincolnshire w Wielkiej Brytanii. W ramach promocji do pochodzących z płyty piosenek "Honesty In Death" i "Fear Of Impending Hell" zostały zrealizowane teledyski.

## Lista utworów
Opracowano na podstawie materiału źródłowego.
1. "Solitary One" (sł. Nick Holmes, muz. Greg Mackintosh) - 4:08
2. "Crucify" (sł. Nick Holmes, muz. Greg Mackintosh) - 4:08)
3. "Fear of Impending Hell" (sł. Nick Holmes, muz. Greg Mackintosh) - 5:25)
4. "Honesty in Death" (sł. Nick Holmes, muz. Greg Mackintosh) - 4:08)
5. "Theories from Another World" (sł. Nick Holmes, muz. Greg Mackintosh) - 5:02)
6. "In This We Dwell" (sł. Nick Holmes, muz. Greg Mackintosh) - 3:55)
7. "To the Darkness" (sł. Nick Holmes, muz. Greg Mackintosh) - 5:09)
8. "Tragic Idol" (sł. Nick Holmes, muz. Greg Mackintosh) - 4:35)
9. "Worth Fighting For" (sł. Nick Holmes, muz. Greg Mackintosh) - 4:12)
10. "The Glorious End" (sł. Nick Holmes, muz. Greg Mackintosh) - 5:23)

## Twórcy
Opracowano na podstawie materiału źródłowego.
| Zespół Paradise Lost w składzie - Nick Holmes - wokal prowadzący - Gregor Mackintosh - gitara - Aaron Aedy - gitara - Steve Edmondson - gitara basowa - Adrian Erlandsson - perkusja | Produkcja - Johan Ornborg - inżynieria dźwięku - Jens Bogren - produkcja muzyczna, miksowanie - Metasazis.com, Valnoir - okładka, oprawa graficzna - Paul Harries, Paul Grand - zdjęcia |

## Listy sprzedaży
| Lista                | Kraj            | Pozycja |
| -------------------- | --------------- | ------- |
| UK Albums Chart      | Wielka Brytania | 73      |
| Sverigetopplistan    | Szwecja         | 24      |
| Media Control Charts | Niemcy          | 6       |
| Oricon               | Japonia         | 243     |